# Péronville
Péronville é uma comuna francesa na região administrativa do Centro, no departamento Eure-et-Loir. Estende-se por uma área de 25,33 km². Em 2010 a comuna tinha 274 habitantes (densidade: 10,8 hab./km²).